# Ponta Baretti
A Ponta Baretti (em italiano:  Punta Baretti) é um cume no Maciço do Monte Branco pertencente aos Alpes Graios no Vale de Aosta, Itália. 
Com 4013 m de altitude no topo é um dos cumes dos Alpes com mais de 4000 m.

## Ascensão
A primeira ascensão foi feita em 28 de julho de 1880 por Jean-Joseph Maquignaz e Martino Baretti.

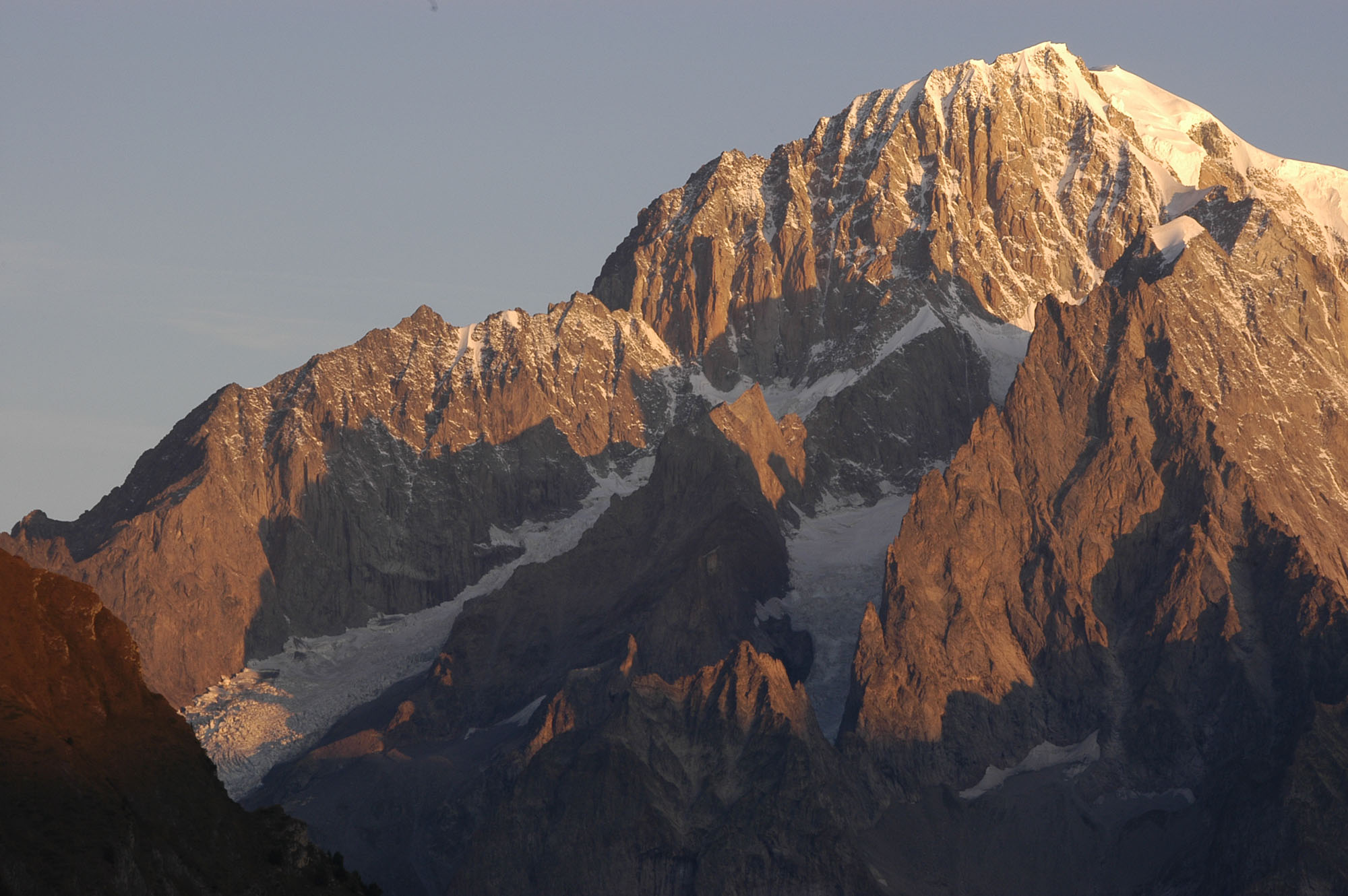
Da esquerda para a direita, os sucessivos picos da linha de horizonte do fundo são: a ponta Baretti (4013 m), o monte Brouillard (4069 m), o pico Luigi Amedeo (4460 m), o monte Branco de Courmayeur (4680 m) e o monte Branco (4810 m), do qual só se vê o topo.